# Bryophaenocladius moneronus
Bryophaenocladius moneronus är en tvåvingeart som beskrevs av Makarchenko 2006. Bryophaenocladius moneronus ingår i släktet Bryophaenocladius och familjen fjädermyggor. Inga underarter finns listade i Catalogue of Life.